# Pavillon des arts McCall MacBain
Pour les articles homonymes, voir Pavillon des Arts.
Le pavillon des arts McCall MacBain est un édifice situé au 853, rue Sherbrooke Ouest, au centre du campus du centre-ville de l'Université McGill à Montréal, Québec. C'est le plus ancien bâtiment du campus, conçu dans le style néoclassique par John Ostell à partir de 1839. Le bloc central et l'aile est du bâtiment sont achevés en 1843. Les ailes ouest et nord sont achevées en 1861 et 1925, respectivement, après avoir impliqué plusieurs architectes, dont Alexander Francis Dunlop et Harold Lea Fetherstonhaugh. 
Aujourd'hui, le Pavillon des arts est composé de trois ailes distinctes autour d'un bloc central : le pavillon Dawson (est), le pavillon Molson (ouest) et le pavillon Moyse (nord). Il abrite actuellement le Département de langue et littérature françaises, le Département d'anglais et le Département d'histoire de l'art et d'études en communication.
En avril 2019, le bâtiment est rebaptisé McCall MacBain Arts Building en reconnaissance d'un don privé de 200 millions de dollars canadiens, le plus important don à une université de l'histoire du Canada, de la Fondation McCall MacBain.